# 八十島親徳
八十島 親徳（やそしま ちかのり、1873年（明治6年）4月9日 - 1920年（大正9年）3月18日）は、日本の実業家。渋沢栄一の秘書役を務め、渋沢家の「一番番頭」と呼ばれた。愛媛県出身。娘婿に阪谷俊作。

## 来歴
1873年（明治6年）4月9日、愛媛県宇和島富沢町（現・宇和島市）で生まれる。旧宇和島藩士八十島行蔵の二男。愛媛県第三中学校（現愛媛県立宇和島東高等学校）、商業素修学校を経て、1894年（明治27年）渋沢栄一が創立に関わった高等商業学校（現・一橋大学）を卒業。同郷の先輩であり渋沢栄一の娘婿であった穂積陳重の推薦により、卒業後直ちに渋沢家元方（家政、事業、資産等の管理執行部署）へ入り渋沢栄一の秘書役となる。1906年（明治35年）渋沢栄一に随行し欧米視察にも赴く、後に栄進し渋沢家理事となる。
1908年（明治41年）に起こった母校高等商業学校のいわゆる申酉事件において調停に尽力。1909年（明治42年）渋沢栄一が営業主、栄一次男篤二が部長を務める澁澤倉庫部が澁澤倉庫株式会社に改組する際には、同社が社長を置かない会長・専務制を採る中、渋沢篤二取締役会長の下で、専務取締役に就任し渋沢栄一の意を汲んで篤二会長をサポートした。
1916年（大正5年）に渋沢家資産管理会社として澁澤同族株式会社を設立する際も、栄一の嫡孫渋沢敬三を社長とし、八十島が専務取締役に就任し渋沢家に関わる諸般の実務を取り仕切った。渋沢栄一が関わった各種事業会社の取締役、監査役を務める傍ら、竜門社幹事や母校の如水会常務理事にも就任。
1920年（大正9年）3月18日死去。

## 家族・親族
- 妻のとくは西村勝三の娘[7]。
- 三男の八十島親義は第一銀行常務、澁澤倉庫社長、会長、渋沢青淵記念財団竜門社理事長等を務め、澁澤倉庫社長在任時には第一銀行と日本勧業銀行の合併を仲介した[8]。
- 六男の八十島信之助は法医学者、札幌医科大学名誉教授。
- 七男の八十島義之助は土木工学者、東京大学名誉教授。妻・和歌子は穂積重遠の娘、穂積陳重の孫、渋沢栄一の曾孫。
- 三女の文子は、阪谷芳郎の次男、渋沢栄一の孫である阪谷俊作に嫁ぐ。
- 弟の八十島樹次郎は堀越商会東京本店代表者[9]。岳父は男爵の神尾光臣。